# Grube Phönix
Die Grube Phönix ist eine ehemalige Buntmetallerzgrube im Bensberger Erzrevier südöstlich von Niedergrützenbach. In den alten Urkunden hat der Standort der Grube Phönix die Bezeichnung Untergrützenbach. Diese Ortsbezeichnung änderte man 1892 in Niedergrützenbach.
Die Verleihung des Grubenfeldes erfolgte am 1. September 1854 an die Firma Viktor Bailly & Co. auf Blei-, Kupfer-, Eisen- und Zinkerze. Gebaut wurde auf dem sogenannten Onyx-Gang. 1863  wurde W. Meurer aus Köln neuer Betreiber. Zu dieser Zeit baute man in 145 m Teufe auf der fünften Tiefbausohle. 1879 erfolgte die Konsolidierung mit der Grube Nikolaus zur neuen Grube Nikolaus-Phönix.